# Championnat du monde masculin de handball 1995
Navigation
Suède 1993 Japon 1997
Le Championnat du monde masculin de handball 1995 est la 14e édition du Championnat du monde masculin de handball qui a lieu du 7 au 21 mai 1995, en Islande. Organisée par la Fédération internationale de handball (IHF), cette compétition réunit les meilleures sélections nationales.
La France (voir aussi article détaillé) remporte son premier titre de Champion du monde en battant en finale la Croatie. Elle devient ainsi la dixième équipe à remporter la compétition. La Suède complète le podium tandis que la Russie, tenante du titre, est éliminée en quart de finale.

## Présentation

### Choix du pays hôte
Le pays hôte a été désigné à l'occasion du XXIIe congrès de la Fédération internationale de handball qui s'est tenu à Séoul les 14 et 15 septembre 1988, quelques jours avant les Jeux olympiques. Deux fédérations se sont portées candidates à l'organisation du Championnat du monde 1993, la Suède et l'Islande, et pour ne léser aucune des deux, il a été décidé de l'octroyer à la Suède et, par anticipation du Congrès suivant, d'octroyer le Championnat du monde 1995 à l'Islande.

### Places par continent et équipes qualifiées
| Continent         | Nombre | Moyen de qualification               | Date              | Qualifiée(s)                                                                |
| ----------------- | ------ | ------------------------------------ | ----------------- | --------------------------------------------------------------------------- |
| —                 | 1      | Organisateur                         | 15 septembre 1988 | Islande                                                                     |
| Monde (IHF)       | 8      | Championnat du monde 1993            | 20 mars 1993      | Russie, France, Suède, Suisse, Espagne, Allemagne, Rép. tchèque et Danemark |
| Europe (EHF)      | 4      | Championnat d'Europe 1994            | 12 juin 1994      | Croatie, Hongrie, Slovénie et Biélorussie                                   |
| Europe (EHF)      | 1      | Play-off Europe-Océanie (voir infra) | 12 décembre 1994  | Roumanie                                                                    |
| Océanie (OHF)     | 0      | Play-off Europe-Océanie (voir infra) | 12 décembre 1994  | aucun                                                                       |
| Asie (AHF)        | 3      | Championnat d'Asie 1993              | 05 octobre 1993   | Corée du Sud, Koweït et Japon                                               |
| Amériques (PATHF) | 3      | Championnat panaméricain 1994        | 23 septembre 1994 | Cuba, Argentine, États-Unis et Brésil                                       |
| Afrique (CAHB)    | 4      | Championnat d'Afrique 1994           | 24 novembre 1994  | Tunisie, Algérie, Égypte et Maroc                                           |

Un Play-off a opposé l'Australie, vainqueur du premier Championnat d'Océanie, à la Roumanie, 11e du Championnat d'Europe 1994. Deux matchs ont eu lieu les 9 et 12 décembre 1994 à Bucarest et ont été nettement remportés par la Roumanie (35-5 et 37-11) qui obtient ainsi la dernière place qualificative.

### Lieux de compétition
| Ville                                      | Salle           | Capacité | Localisation                                     |
| ------------------------------------------ | --------------- | -------- | ------------------------------------------------ |
| Akureyri                                   | Höllin Akureyri |          | \| Akureyri Hafnarfjörður Kópavogur Reykjavik \| |
| Hafnarfjörður                              | Kaplakriki      | 2 600    | \| Akureyri Hafnarfjörður Kópavogur Reykjavik \| |
| Kópavogur                                  | Digranes        |          | \| Akureyri Hafnarfjörður Kópavogur Reykjavik \| |
| Reykjavik                                  | Laugardalshöll  | 5 500    | \| Akureyri Hafnarfjörður Kópavogur Reykjavik \| |
| Akureyri Hafnarfjörður Kópavogur Reykjavik |                 |          |                                                  |

### Modalités
Au tour préliminaire, les 24 équipes qualifiées sont réparties en 4 poules de 6 équipes. Les quatre premiers de chaque groupe se qualifient pour les huitièmes de finale tandis que les deux derniers sont éliminés. À compter de ce stade, tous les matchs sont à élimination directe et, en cas d'égalité à la fin du temps réglementaire, une ou deux prolongations voire une séance de jets de 7 mètres sont jouées pour départager les deux équipes.

## Phase préliminaire

### Critères de départage
Si à l'issue des rencontres des différents groupes, deux ou plusieurs équipes se retrouvent avec un nombre égal de points, le classement s'effectue selon les critères suivants[réf. nécessaire] :
1. les résultats des équipes directement impliquées, en fonction des points.
2. la différence de buts entre les buts marqués et les buts encaissés des équipes directement impliquées.
3. le plus grand nombre de buts marqués dans les matchs entre les équipes.
4. la différence de buts de tous les matchs par voie de soustraction.
5. le plus grand nombre de buts marqués de tous les matchs.
6. s'il reste impossible d'établir un classement, c'est un tirage au sort qui décide.

### Groupe A
Les matchs se sont déroulés à Reykjavik, Kópavogur et Hafnarfjörður.
|   | Équipe       | Pts | J | G | N | P | Bp  | Bc  | Diff |
| - | ------------ | --- | - | - | - | - | --- | --- | ---- |
| 1 | Suisse       | 10  | 5 | 5 | 0 | 0 | 133 | 103 | 30   |
| 2 | Corée du Sud | 8   | 5 | 4 | 0 | 1 | 140 | 112 | 28   |
| 3 | Islande      | 6   | 5 | 3 | 0 | 2 | 119 | 107 | 12   |
| 4 | Tunisie      | 4   | 5 | 2 | 0 | 3 | 110 | 125 | -15  |
| 5 | Hongrie      | 2   | 5 | 1 | 0 | 4 | 119 | 121 | -2   |
| 6 | États-Unis   | 0   | 5 | 0 | 0 | 5 | 82  | 135 | -53  |

| 7 mai 15h00  | Suisse       | 26 | - 22 | Tunisie      |
| 7 mai 17h00  | Hongrie      | 26 | - 29 | Corée du Sud |
| 7 mai 20h00  | Islande      | 27 | - 16 | États-Unis   |
| 9 mai 15h00  | États-Unis   | 14 | - 26 | Hongrie      |
| 9 mai 17h00  | Corée du Sud | 22 | - 25 | Suisse       |
| 9 mai 20h00  | Tunisie      | 21 | - 25 | Islande      |
| 10 mai 15h00 | Suisse       | 28 | - 15 | États-Unis   |
| 10 mai 17h00 | Tunisie      | 18 | - 33 | Corée du Sud |
| 10 mai 20h00 | Islande      | 23 | - 20 | Hongrie      |
| 12 mai 15h00 | Hongrie      | 23 | - 30 | Suisse       |
| 12 mai 17h00 | Islande      | 23 | - 26 | Corée du Sud |
| 12 mai 20h00 | États-Unis   | 17 | 24   | Tunisie      |
| 13 mai 16h00 | Suisse       | 24 | - 21 | Islande      |
| 14 mai 13h00 | Hongrie      | 24 | - 25 | Tunisie      |
| 14 mai 13h00 | Corée du Sud | 30 | - 20 | États-Unis   |

### Groupe B
Les matchs se sont déroulés à Hafnarfjörður.
|   | Équipe       | Pts | J | G | N | P | Bp  | Bc  | Diff | Dép |
| - | ------------ | --- | - | - | - | - | --- | --- | ---- | --- |
| 1 | Croatie      | 8   | 5 | 4 | 0 | 1 | 140 | 119 | 21   | +3  |
| 2 | Russie       | 8   | 5 | 4 | 0 | 1 | 112 | 96  | 16   | 0   |
| 3 | Rép. tchèque | 8   | 5 | 4 | 0 | 1 | 121 | 111 | 10   | -3  |
| 4 | Cuba         | 4   | 5 | 2 | 0 | 3 | 136 | 132 | 4    | -   |
| 5 | Slovénie     | 2   | 5 | 1 | 0 | 4 | 131 | 126 | 5    | -   |
| 6 | Maroc        | 0   | 5 | 0 | 0 | 5 | 93  | 149 | -56  | -   |

| 8 mai 15h00  | Russie       | 21 | 17 | Cuba         |
| 8 mai 17h00  | Rép. tchèque | 25 | 16 | Maroc        |
| 8 mai 20h00  | Croatie      | 26 | 24 | Slovénie     |
| 9 mai 15h00  | Cuba         | 26 | 29 | Rép. tchèque |
| 9 mai 17h00  | Slovénie     | 22 | 27 | Russie       |
| 9 mai 20h00  | Maroc        | 21 | 33 | Croatie      |
| 11 mai 15h00 | Cuba         | 34 | 26 | Slovénie     |
| 11 mai 17h00 | Rép. tchèque | 27 | 25 | Croatie      |
| 11 mai 20h00 | Russie       | 22 | 15 | Maroc        |
| 12 mai 15h00 | Rép. tchèque | 23 | 22 | Slovénie     |
| 12 mai 17h00 | Croatie      | 25 | 20 | Russie       |
| 12 mai 20h00 | Maroc        | 25 | 32 | Cuba         |
| 14 mai 15h00 | Slovénie     | 37 | 16 | Maroc        |
| 14 mai 17h00 | Croatie      | 31 | 27 | Cuba         |
| 14 mai 20h00 | Russie       | 22 | 17 | Rép. tchèque |

### Groupe C
Les matchs se sont déroulés à Reykjavik et Kópavogur.
|   | Équipe    | Pts | J | G | N | P | Bp  | Bc  | Diff | Dép |
| - | --------- | --- | - | - | - | - | --- | --- | ---- | --- |
| 1 | Allemagne | 10  | 5 | 5 | 0 | 0 | 128 | 93  | 35   | -   |
| 2 | Roumanie  | 6   | 5 | 3 | 0 | 2 | 121 | 121 | 0    | +1  |
| 3 | France    | 6   | 5 | 3 | 0 | 2 | 122 | 108 | 14   | -1  |
| 4 | Algérie   | 4   | 5 | 2 | 0 | 3 | 103 | 113 | -10  | +1  |
| 5 | Danemark  | 4   | 5 | 2 | 0 | 3 | 126 | 117 | 9    | -1  |
| 6 | Japon     | 0   | 5 | 0 | 0 | 5 | 101 | 149 | -48  | -   |

| 8 mai 15h00  | France    | 33 | 20 | Japon     |
| 8 mai 17h00  | Allemagne | 27 | 19 | Roumanie  |
| 8 mai 20h00  | Danemark  | 24 | 25 | Algérie   |
| 10 mai 15h00 | Algérie   | 21 | 23 | France    |
| 10 mai 17h00 | Japon     | 19 | 30 | Allemagne |
| 10 mai 20h00 | Roumanie  | 24 | 28 | Danemark  |
| 11 mai 15h00 | Japon     | 18 | 20 | Algérie   |
| 11 mai 17h00 | Allemagne | 24 | 18 | Danemark  |
| 11 mai 20h00 | France    | 22 | 23 | Roumanie  |
| 13 mai 14h00 | Allemagne | 24 | 15 | Algérie   |
| 13 mai 14h00 | Roumanie  | 31 | 22 | Japon     |
| 13 mai 16h00 | Danemark  | 21 | 22 | France    |
| 14 mai 15h00 | Danemark  | 35 | 22 | Japon     |
| 14 mai 17h00 | France    | 22 | 23 | Allemagne |
| 14 mai 20h00 | Algérie   | 22 | 24 | Roumanie  |

### Groupe D
Les matchs se sont déroulés à Akureyri.
|   | Équipe      | Pts | J | G | N | P | Bp  | Bc  | Diff |
| - | ----------- | --- | - | - | - | - | --- | --- | ---- |
| 1 | Suède       | 10  | 5 | 5 | 0 | 0 | 151 | 114 | 37   |
| 2 | Espagne     | 8   | 5 | 4 | 0 | 1 | 123 | 104 | 19   |
| 3 | Égypte      | 6   | 5 | 3 | 0 | 2 | 111 | 106 | 5    |
| 4 | Biélorussie | 4   | 5 | 2 | 0 | 3 | 154 | 125 | 29   |
| 5 | Koweït      | 2   | 5 | 1 | 0 | 4 | 85  | 131 | -46  |
| 6 | Brésil      | 0   | 5 | 0 | 0 | 5 | 96  | 140 | -44  |

| 8 mai 15h00  | Espagne     | 24   | 21    | Koweït      |
| 8 mai 17h00  | Suède       | 29   | 28    | Biélorussie |
| 8 mai 20h00  | Égypte      | 32   | 20    | Brésil      |
| 9 mai 15h00  | Biélorussie | 27   | 30    | Espagne     |
| 9 mai 17h00  | Brésil      | 21   | 29    | Suède       |
| 9 mai 20h00  | Koweït      | 21 0 | 28 10 | Égypte      |
| 11 mai 15h00 | Biélorussie | 34   | 21    | Brésil      |
| 11 mai 17h00 | Suède       | 37   | 22    | Koweït      |
| 11 mai 20h00 | Espagne     | 27   | 20    | Égypte      |
| 12 mai 15h00 | Koweït      | 18   | 39    | Biélorussie |
| 12 mai 17h00 | Égypte      | 22   | 33    | Suède       |
| 12 mai 20h00 | Espagne     | 21   | 13    | Brésil      |
| 14 mai 15h00 | Brésil      | 21   | 24    | Koweït      |
| 14 mai 17h00 | Suède       | 23   | 21    | Espagne     |
| 14 mai 20h00 | Égypte      | 27   | 26    | Biélorussie |

## Phase finale

### Critères de départage
Après le premier tour, les huitièmes de finale, les quarts de finale, les matchs de classement, les demi-finales et les finales ont lieu selon le principe de l'élimination directe.
1. En cas d'égalité après le temps de jeu réglementaire, une première prolongation de deux fois 5 minutes a lieu.
2. Si à l'issue de cette prolongation il y a toujours égalité du score, on joue une deuxième prolongation de 2 fois 5 minutes.
3. Si à l'issue de la 2e prolongation l'égalité subsiste, on procède aux jets aux sept mètres.

### Tableau final
|  | Huitièmes de finale | Huitièmes de finale |           |                        | Quarts de finale       | Quarts de finale |  |  | Demi-finales | Demi-finales |  |  | Finale | Finale |
|  | Huitièmes de finale | Huitièmes de finale |           |                        | Quarts de finale       | Quarts de finale |  |  | Demi-finales | Demi-finales |  |  | Finale | Finale |
|  |                     |                     |           |                        |                        |                  |  |  |              |              |  |  |        |        |
|  |                     |                     |           |                        |                        |                  |  |  |              |              |  |  |        |        |
|  |                     |                     |           |                        |                        |                  |  |  |              |              |  |  |        |        |
|  | Islande             | 12                  |           |                        |                        |                  |  |  |              |              |  |  |        |        |
|  | Islande             | 12                  |           |                        |                        |                  |  |  |              |              |  |  |        |        |
|  | Russie              | 25                  |           |                        |                        |                  |  |  |              |              |  |  |        |        |
|  | Russie              | 25                  | Russie    | 17                     |                        |                  |  |  |              |              |  |  |        |        |
|  |                     |                     | Russie    | 17                     |                        |                  |  |  |              |              |  |  |        |        |
|  |                     | Allemagne           | 20        |                        |                        |                  |  |  |              |              |  |  |        |        |
|  | Allemagne           | Allemagne           | 20        | 33                     |                        |                  |  |  |              |              |  |  |        |        |
|  | Allemagne           |                     |           | 33                     |                        |                  |  |  |              |              |  |  |        |        |
|  | Biélorussie         | 26                  |           |                        |                        |                  |  |  |              |              |  |  |        |        |
|  | Biélorussie         | 26                  | Allemagne | 20                     |                        |                  |  |  |              |              |  |  |        |        |
|  |                     |                     | Allemagne | 20                     |                        |                  |  |  |              |              |  |  |        |        |
|  |                     | France              | 22        |                        |                        |                  |  |  |              |              |  |  |        |        |
|  | Suisse              | France              | 22        | 27                     |                        |                  |  |  |              |              |  |  |        |        |
|  | Suisse              |                     |           | 27                     |                        |                  |  |  |              |              |  |  |        |        |
|  | Cuba                | 26                  |           |                        |                        |                  |  |  |              |              |  |  |        |        |
|  | Cuba                | 26                  | Suisse    | 18                     |                        |                  |  |  |              |              |  |  |        |        |
|  |                     |                     | Suisse    | 18                     |                        |                  |  |  |              |              |  |  |        |        |
|  |                     | France              | 28        |                        |                        |                  |  |  |              |              |  |  |        |        |
|  | France              | France              | 28        | 23                     |                        |                  |  |  |              |              |  |  |        |        |
|  | France              |                     |           | 23                     |                        |                  |  |  |              |              |  |  |        |        |
|  | Espagne             | 20                  |           |                        |                        |                  |  |  |              |              |  |  |        |        |
|  | Espagne             | 20                  | France    | 23                     |                        |                  |  |  |              |              |  |  |        |        |
|  |                     |                     | France    | 23                     |                        |                  |  |  |              |              |  |  |        |        |
|  |                     | Croatie             | 19        |                        |                        |                  |  |  |              |              |  |  |        |        |
|  | Croatie             | Croatie             | 19        | 29tab                  |                        |                  |  |  |              |              |  |  |        |        |
|  | Croatie             |                     |           | 29tab                  |                        |                  |  |  |              |              |  |  |        |        |
|  | Tunisie             | 28                  |           |                        |                        |                  |  |  |              |              |  |  |        |        |
|  | Tunisie             | 28                  | Croatie   | 30                     |                        |                  |  |  |              |              |  |  |        |        |
|  |                     |                     | Croatie   | 30                     |                        |                  |  |  |              |              |  |  |        |        |
|  |                     | Égypte              | 16        |                        |                        |                  |  |  |              |              |  |  |        |        |
|  | Égypte              | Égypte              | 16        | 31                     |                        |                  |  |  |              |              |  |  |        |        |
|  | Égypte              |                     |           | 31                     |                        |                  |  |  |              |              |  |  |        |        |
|  | Roumanie            | 26                  |           |                        |                        |                  |  |  |              |              |  |  |        |        |
|  | Roumanie            | 26                  | Croatie   | 28                     |                        |                  |  |  |              |              |  |  |        |        |
|  |                     |                     | Croatie   | 28                     |                        |                  |  |  |              |              |  |  |        |        |
|  |                     | Suède               | 25        |                        |                        |                  |  |  |              |              |  |  |        |        |
|  | Suède               | Suède               | 25        | 28                     |                        |                  |  |  |              |              |  |  |        |        |
|  | Suède               |                     |           | 28                     |                        |                  |  |  |              |              |  |  |        |        |
|  | Algérie             | 22                  |           | Match pour la 3e place | Match pour la 3e place |                  |  |  |              |              |  |  |        |        |
|  | Algérie             | 22                  | Suède     | Match pour la 3e place | Match pour la 3e place | 21               |  |  |              |              |  |  |        |        |
|  |                     |                     | Suède     |                        |                        | 21               |  |  |              |              |  |  |        |        |
|  |                     | Rép. tchèque        | 17        |                        |                        |                  |  |  |              |              |  |  |        |        |
|  | Rép. tchèque        | Rép. tchèque        | 17        | 26ap                   | Suède                  | 26               |  |  |              |              |  |  |        |        |
|  | Rép. tchèque        |                     |           | 26ap                   | Suède                  | 26               |  |  |              |              |  |  |        |        |
|  | Corée du Sud        | 25                  |           | Allemagne              | 20                     |                  |  |  |              |              |  |  |        |        |
|  | Corée du Sud        | 25                  |           | Allemagne              | 20                     |                  |  |  |              |              |  |  |        |        |

### Huitièmes de finale
Les résultats des huitièmes de finales sont, :
| 16 mai 1995 15h00 | Croatie                            | 29 – 28 (tab) | Tunisie | Digranes, Kópavogur Affluence : 350 Arbitrage : Thomas, Thomas |
| 16 mai 1995 15h00 | (8 – 10, 18 – 18)                  |               |         | Digranes, Kópavogur Affluence : 350 Arbitrage : Thomas, Thomas |
| 16 mai 1995 15h00 | Prol. : 2 – 2, 5 – 5 ; Tab : 4 – 3 |               |         | Digranes, Kópavogur Affluence : 350 Arbitrage : Thomas, Thomas |

| 16 mai 1995 15h00 | Rép. tchèque     | 26 – 25 (ap) | Corée du Sud | Laugardalshöll, Reykjavik Affluence : 850 Arbitrage : Arnaldsson, Erlingsson |
| 16 mai 1995 15h00 | (9 – 8, 23 – 23) |              |              | Laugardalshöll, Reykjavik Affluence : 850 Arbitrage : Arnaldsson, Erlingsson |
| 16 mai 1995 15h00 | Prol. : 3 – 2    |              |              | Laugardalshöll, Reykjavik Affluence : 850 Arbitrage : Arnaldsson, Erlingsson |

| 16 mai 1995 17h00 | Allemagne | 33 – 26 | Biélorussie | Digranes, Kópavogur Affluence : 500 Arbitrage : Øie, Høgsnes |
| 16 mai 1995 17h00 | (15 – 13) |         |             | Digranes, Kópavogur Affluence : 500 Arbitrage : Øie, Høgsnes |

| 16 mai 1995 17h00 | Suisse   | 27 – 26 | Cuba | Laugardalshöll, Reykjavik Affluence : 3 000 Arbitrage : Johansson, Kjellqvist |
| 16 mai 1995 17h00 | (16 – 9) |         |      | Laugardalshöll, Reykjavik Affluence : 3 000 Arbitrage : Johansson, Kjellqvist |

| 16 mai 1995 17h00 | France            | 23 – 20                    | Espagne             | Íþróttahöllin, Akureyri Affluence : 440 Arbitrage : Elbrønd, Løvqvist |
| 16 mai 1995 17h00 | Guéric Kervadec 6 | (12-9)                     | Talant Dujshebaev 6 | Íþróttahöllin, Akureyri Affluence : 440 Arbitrage : Elbrønd, Løvqvist |
| 16 mai 1995 17h00 | ×2                | Morgunblaðið Officiel FFHB | ×2 ×1               | Íþróttahöllin, Akureyri Affluence : 440 Arbitrage : Elbrønd, Løvqvist |

| France - Buteurs : Guéric Kervadec 6, Grégory Anquetil 5 (dont 1 sur pen.), Denis Lathoud 4, Frédéric Volle 3, , Stéphane Stoecklin 3, Éric Quintin 1, , Jackson Richardson 1, , Pascal Mahé , Patrick Cazal, Gaël Monthurel - Gardiens de but : Bruno Martini 12 arrêts (dont 1 sur pen.), Yohann Delattre. | Espagne - Buteurs : Talant Dujshebaev 6, Mateo Garralda 4, , Fernando Bolea 4, Enric Masip 2 (dont 2 sur pen.), Alberto Urdiales 2, Ricardo M. Marin 1, Aitor Etxaburu 1, Ignacio Ordoñez Mañas , Jesús Olalla, Luis García López - Gardiens de but : Jaume Fort 14 arrêts, David Barrufet |

L'évolution du score est : 1:0, 1:1, 3:1, 4:4, 5:4, 5:6, 8:6, 11:7, 11:9, 12:9 (mi-temps), 13:9, 13:12, 16:12, 18:14, 18:16, 22:17, 23:18, 23:20
| 16 mai 1995 20h00 | Islande  | 12 – 25 | Russie | Laugardalshöll, Reykjavik Affluence : 5 200 Arbitrage : Gallego, Lamas |
| 16 mai 1995 20h00 | (8 – 11) |         |        | Laugardalshöll, Reykjavik Affluence : 5 200 Arbitrage : Gallego, Lamas |

| 16 mai 1995 20h00 | Égypte    | 31 – 26 | Roumanie | Digranes, Kópavogur Affluence : 400 Arbitrage : Børresen, Strand |
| 16 mai 1995 20h00 | (13 – 14) |         |          | Digranes, Kópavogur Affluence : 400 Arbitrage : Børresen, Strand |

| 16 mai 1995 20h00 | Suède          | 28 – 22               | Algérie        | Íþróttahöllin, Akureyri Affluence : 447 Arbitrage : Dancescu, Mateescu |
| 16 mai 1995 20h00 | Ola Lindgren 8 | (16 – 12)             | Salim Nedjel 7 | Íþróttahöllin, Akureyri Affluence : 447 Arbitrage : Dancescu, Mateescu |
| 16 mai 1995 20h00 | ×1 ×0          | Morgunblaðið Officiel | ×2 ×4          | Íþróttahöllin, Akureyri Affluence : 447 Arbitrage : Dancescu, Mateescu |

### Quarts de finale
Les résultats des quarts de finale sont, :
| 17 mai 1995 15h00 | Suisse          | 18 – 28           | France            | Laugardalshöll, Reykjavik Affluence : 650 ou 950 Arbitrage : Øie, Høgsnes |
| 17 mai 1995 15h00 | Roman Brunner 7 | (7-15)            | Guéric Kervadec 8 | Laugardalshöll, Reykjavik Affluence : 650 ou 950 Arbitrage : Øie, Høgsnes |
| 17 mai 1995 15h00 | ×2              | Morgunblaðið FFHB | ×3                | Laugardalshöll, Reykjavik Affluence : 650 ou 950 Arbitrage : Øie, Høgsnes |

| Suisse - Buteurs : Roman Brunner 7, Daniel Spengler 7 (dont 1 sur pen.), Martin Rubin 2, Stefan Schärer 1, Carlos Lima 1... - Gardiens de but : Rolf Dobler 3 arrêts, Christian Meisterhans 3 arrêts. | France - Buteurs : Guéric Kervadec 8, Stéphane Stoecklin 5, Grégory Anquetil 5 (3), Frédéric Volle 3, Jackson Richardson 3, Laurent Munier 2, Denis Lathoud 1, Gaël Monthurel 1... - Gardiens de but : Yohann Delattre 17 arrêts (dont 2 sur pen.) |

L'évolution du score est : 0:2, 2:2, 4:4, 4:10, 5:14, 7:15 (mi-temps), 7:17, 11:18, 11:24, 16:26, 18:28
| 17 mai 1995 17h15 | Russie   | 17 – 20 | Allemagne | Laugardalshöll, Reykjavik Affluence : 900 Arbitrage : Børresen, Strand |
| 17 mai 1995 17h15 | (7 – 12) |         |           | Laugardalshöll, Reykjavik Affluence : 900 Arbitrage : Børresen, Strand |

| 17 mai 1995 17h15 | Croatie  | 30 – 16 | Égypte | Kaplakriki, Hafnarfjörður Affluence : 125 Arbitrage : Brussel, van Dongen |
| 17 mai 1995 17h15 | (13 – 8) |         |        | Kaplakriki, Hafnarfjörður Affluence : 125 Arbitrage : Brussel, van Dongen |

| 17 mai 1995 20h00 | Suède          | 21 – 17               | Rép. tchèque   | Íþróttahöllin, Akureyri Affluence : 657 Arbitrage : Bülow,Lübker |
| 17 mai 1995 20h00 | Ola Lindgren 8 | (9 – 9)               | Salim Nedjel 7 | Íþróttahöllin, Akureyri Affluence : 657 Arbitrage : Bülow,Lübker |
| 17 mai 1995 20h00 | ×? ×3          | Morgunblaðið Officiel | ×? ×5          | Íþróttahöllin, Akureyri Affluence : 657 Arbitrage : Bülow,Lübker |

| Suède - Buteurs : Robert Hedin 4, Per Carlén 4, Pierre Thorsson 4, Erik Hajas 2, Staffan Olsson 2, Magnus Andersson 2, Stefan Lövgren 1, Ola Lindgren 1, Magnus Wislander 1. - Gardiens de but : Mats Olsson 16 arrêts (dont 1 pen.), Tomas Svensson 0 arrêt. | Rép. tchèque - Buteurs : Adolf Blecha 4, Martin Šetlík 4, Roman Bečvář 2, Vladímír Suma 2, Zdeněk Vaněk 2, Jirí Kotrč 1, Petr Házl 1, Karel Jindřichovský 1. - Gardiens de but : Milos Slaby 20 arrêts, ? 0 arrêt |

L'évolution du score est : 1:0, 1:1, 8:1, 4:2, 7:4, 7:6, 9:7, 9:9, 9:10, 10:10, 10:11, 13:11, 13:13, 14:14, 17:14, 17:15, 21:15, 21:17.

### Demi-finales
Les résultats des demi-finales sont, :
| 19 mai 1995 18h00 | Allemagne      | 20 – 22      | France               | Laugardalshöll, Reykjavik Affluence : 1 240 Arbitrage : Elbrønd, Løvqvist |
| 19 mai 1995 18h00 | Volker Zerbe 5 | (8-11)       | Stéphane Stoecklin 5 | Laugardalshöll, Reykjavik Affluence : 1 240 Arbitrage : Elbrønd, Løvqvist |
| 19 mai 1995 18h00 | ×3             | Morgunblaðið | ×4                   | Laugardalshöll, Reykjavik Affluence : 1 240 Arbitrage : Elbrønd, Løvqvist |

| Allemagne - Buteurs : Volker Zerbe 5, Holger Winselmann 4, Christian Schwarzer 4, Stefan Kretzschmar 3, Jan Fegter 3, Wolfgang Schwenke 1... - Gardiens de but : Andreas Thiel et ?, 14 arrêts au total | France - Buteurs : Stéphane Stoecklin 5 (dont 2 pen.), Guéric Kervadec 4, Grégory Anquetil 4, Frédéric Volle 3, Jackson Richardson 2, Laurent Munier 2, Gaël Monthurel 1, Éric Quintin 1, Denis Lathoud 0, Pascal Mahé 0. - Gardiens de but : Bruno Martini 17 arrêts (dont 3 à 7m) et Yohann Delattre. |

- Évolution du score : 0:2, 3:3, 6:6, 6:9, 8:9, 8:11 (mi-temps), 10:12, 10:14, 11:16, 12:16, 13:18, 16:18, 16:20, 18:20, 19:21, 19:22, 20:22.

| 19 mai 1995 20h00 | Croatie     | 28 – 25               | Suède        | Laugardalshöll, Reykjavik Affluence : 2 000 Arbitrage : Gallego, Lamas |
| 19 mai 1995 20h00 | Iztok Puc 8 | (16 – 7)              | Erik Hajas 6 | Laugardalshöll, Reykjavik Affluence : 2 000 Arbitrage : Gallego, Lamas |
| 19 mai 1995 20h00 | ×1 ×4       | Morgunblaðið Officiel | ×3           | Laugardalshöll, Reykjavik Affluence : 2 000 Arbitrage : Gallego, Lamas |

| Croatie - Buteurs : Iztok Puc 8, Patrik Ćavar 7 (dont 1 pen.), Goran Perkovac 3, Irfan Smajlagić 3, Slavko Goluža 3 , Zlatko Saračević 2, Alvaro Načinović 2 , Tomislav Farkas , Božidar Jović, Zvonimir Bilić. - Gardiens de but : Valter Matošević 10 arrêts, Vlado Šola 10 arrêts | Suède - Buteurs : Erik Hajas 6, Magnus Andersson 5 (dont 3 pen.) , Robert Hedin 4, Stefan Lövgren 3 , Pierre Thorsson 3 , Staffan Olsson 2 , Thomas Sivertsson 1, Ola Lindgren 1 , Magnus Wislander , Per Carlén 0. - Gardiens de but : Mats Olsson 3 arrêts, Tomas Svensson 11 arrêts. |

L'évolution du score est : 0:1, 1:2, 4:2, 10:3, 12:4, 16:7, 16:11, 17:14, 19:17, 21:17, 21:19, 24:20, 27:22, 28:23, 28:25.

### Match pour la3eplace
| 21 mai 1995 12h30 | Suède              | 26 – 20               | Allemagne            | Laugardalshöll, Reykjavik Affluence : 4 200 Arbitrage : Brussel, van Dongen |
| 21 mai 1995 12h30 | Magnus Andersson 6 | (11 – 9)              | Stefan Kretzschmar 6 | Laugardalshöll, Reykjavik Affluence : 4 200 Arbitrage : Brussel, van Dongen |
| 21 mai 1995 12h30 | ×2 ×4              | Morgunblaðið Officiel | ×3 ×2                | Laugardalshöll, Reykjavik Affluence : 4 200 Arbitrage : Brussel, van Dongen |

| Suède - Buteurs : Magnus Andersson 6 (dont 1 à 7m), Erik Hajas 5, Staffan Olsson 4 , Stefan Lövgren 4 , Per Carlén 3, Thomas Sivertsson 3, Pierre Thorsson 1 , Magnus Wislander 0 , Ola Lindgren , Robert Andersson. - Gardiens de but : Tomas Svensson 20 (dont 1 à 7m), Mats Olsson | Allemagne - Buteurs : Stefan Kretzschmar 6 (dont 4 à 7m), Christian Schwarzer 5 , Volker Zerbe 3 , Jan Fegter 3 , Holger Winselmann 2, Vigindas Petkevicius 1, Mike Fuhrig, Klaus-Dieter Petersen , Jörg Kunze, Wolfgang Schwenke. - Gardiens de but : Andreas Thiel 7, Jan Holpert 4 (dont 1 à 7m) |

L'évolution du score est : 1:0, 1:2, 4:4, 6:7, 8:8, 8:9, 11:9, 13:9, 14:12, 14:12, 18:12, 18:18, 20:18, 20:19, 25:19, 25:20, 26:20.

### Finale
La finale a été remportée par la France face à la Croatie,, :

| 21 mai 1995 15h00 | France               | 23 – 19           | Croatie        | Laugardalshöll, Reykjavik Affluence : 4 900 Arbitrage : Øie, Høgsnes |
| 21 mai 1995 15h00 | Stéphane Stoecklin 8 | (11 - 6)          | Bilić, Ćavar 5 | Laugardalshöll, Reykjavik Affluence : 4 900 Arbitrage : Øie, Høgsnes |
| 21 mai 1995 15h00 | ×5                   | Morgunblaðið FFHB | ×2             | Laugardalshöll, Reykjavik Affluence : 4 900 Arbitrage : Øie, Høgsnes |

| France                         |    |                    |          |
| GB                             | 12 | Bruno Martini      | 4 arrêts |
| GB                             | 16 | Yohann Delattre    | 8 arrêts |
| DEF                            | 3  | Pascal Mahé        | 0        |
| DC                             | 5  | Frédéric Volle     | 1        |
| ARG                            | 6  | Denis Lathoud      | 2        |
| P                              | 7  | Guéric Kervadec    | 3        |
| P                              | 9  | Gaël Monthurel     | 3        |
| ALD                            | 10 | Grégory Anquetil   | 3 (2p.)  |
| ALG                            | 11 | Éric Quintin       | 0        |
| ARG                            | 15 | Laurent Munier     | 1        |
| DC                             | 17 | Jackson Richardson | 2        |
| ARD                            | 18 | Stéphane Stoecklin | 8 (2p.)  |
| Entraîneur : Daniel Costantini |    |                    |          |

| France | Statistiques   | Croatie |
| ------ | -------------- | ------- |
| 23/?   | Buts marqués   | 19/?    |
| ?      | % réussite     | ? %     |
| 12     | Arrêts         | 22      |
| ? %    | % d'arrêts     | ?       |
| 4      | Jets de 7 m    | 0       |
| ?      | Cartons jaunes | ?       |
| 5      | Suspensions    | 2       |
| 0      | Cartons rouges | 0       |

| Croatie                    |    |                      |           |
| GB                         | 12 | Vlado Šola           | 0 arrêt   |
| GB                         | 16 | Valter Matošević     | 22 arrêts |
| ARG                        | 3  | Goran Perkovac       | 0         |
| ALD                        | 4  | Irfan Smajlagić      | 4         |
| P                          | 5  | Božidar Jović        | 1         |
| P                          | 6  | Alvaro Načinović     | 1         |
| ALG                        | 7  | Tomislav Farkaš (de) | 1         |
| ARG                        | 8  | Zvonimir Bilić (en)  | 5         |
| ARG                        | 10 | Iztok Puc            | 0         |
| ALG                        | 13 | Patrik Ćavar         | 5         |
| DC                         | 15 | Slavko Goluža        | 1         |
| ARD                        | 17 | Zlatko Saračević     | 1         |
| Entraîneur : Zdravko Zovko |    |                      |           |

L'évolution du score était : 2-0, 2-1, 5-1, 5-3, 8-3, 11-6 (mi-temps), 11-8, 13-10, 16-10, 16-12, 18-14, 20-14, 22-16, 22-18, 23-19.

## Matchs de classement

### De la9eà la16eplace
|  | Quarts de finale de classement | Quarts de finale de classement |             |         | Demi-finales de classement | Demi-finales de classement |  |  | Match pour la 9e place | Match pour la 9e place |
|  | Quarts de finale de classement | Quarts de finale de classement |             |         | Demi-finales de classement | Demi-finales de classement |  |  | Match pour la 9e place | Match pour la 9e place |
|  |                                |                                |             |         |                            |                            |  |  |                        |                        |
|  |                                |                                |             |         |                            |                            |  |  |                        |                        |
|  |                                |                                |             |         |                            |                            |  |  |                        |                        |
|  | Islande                        | 23                             |             |         |                            |                            |  |  |                        |                        |
|  | Islande                        | 23                             |             |         |                            |                            |  |  |                        |                        |
|  | Biélorussie                    | 28                             |             |         |                            |                            |  |  |                        |                        |
|  | Biélorussie                    | 28                             | Biélorussie | 35ap    |                            |                            |  |  |                        |                        |
|  |                                |                                | Biélorussie | 35ap    |                            |                            |  |  |                        |                        |
|  |                                | Espagne                        | 34          |         |                            |                            |  |  |                        |                        |
|  | Cuba                           | Espagne                        | 34          | 29      |                            |                            |  |  |                        |                        |
|  | Cuba                           |                                |             | 29      |                            |                            |  |  |                        |                        |
|  | Espagne                        | 32                             |             |         |                            |                            |  |  |                        |                        |
|  | Espagne                        | 32                             | Roumanie    | 32      |                            |                            |  |  |                        |                        |
|  |                                |                                | Roumanie    | 32      |                            |                            |  |  |                        |                        |
|  |                                | Biélorussie                    | 35          |         |                            |                            |  |  |                        |                        |
|  | Tunisie                        | Biélorussie                    | 35          | 25      |                            |                            |  |  |                        |                        |
|  | Tunisie                        |                                |             | 25      |                            |                            |  |  |                        |                        |
|  | Roumanie                       | 33                             |             |         |                            |                            |  |  |                        |                        |
|  | Roumanie                       | 33                             | Roumanie    | 34      |                            |                            |  |  |                        |                        |
|  |                                |                                | Roumanie    | 34      | Match pour la 11e place    |                            |  |  |                        |                        |
|  |                                | Corée du Sud                   | 29          |         |                            |                            |  |  |                        |                        |
|  | Algérie                        | Corée du Sud                   | 29          | 21      |                            |                            |  |  |                        |                        |
|  | Algérie                        |                                |             | 21      |                            |                            |  |  |                        |                        |
|  | Corée du Sud                   | 33                             |             | Espagne | 27                         |                            |  |  |                        |                        |
|  | Corée du Sud                   | 33                             |             | Espagne | 27                         |                            |  |  |                        |                        |
|  |                                |                                |             |         |                            |                            |  |  | Corée du Sud           | 22                     |
|  |                                |                                |             |         |                            |                            |  |  | Corée du Sud           | 22                     |

#### Quarts de finale de classement
| 17 mai 1995 15h00 | Cuba      | 29 – 32 | Espagne | Kaplakriki, Hafnarfjörður Affluence : 25 Arbitrage : Garcia, Moreno |
| 17 mai 1995 15h00 | (18 – 16) |         |         | Kaplakriki, Hafnarfjörður Affluence : 25 Arbitrage : Garcia, Moreno |

| 17 mai 1995 17h15 | Algérie   | 21 – 33 | Corée du Sud | Íþróttahöllin, Akureyri Affluence : 468 Arbitrage : Gallego, Lamas |
| 17 mai 1995 17h15 | (13 – 16) |         |              | Íþróttahöllin, Akureyri Affluence : 468 Arbitrage : Gallego, Lamas |

| 17 mai 1995 20h00 | Tunisie   | 25 – 33 | Roumanie | Kaplakriki, Hafnarfjörður Affluence : 100 Arbitrage : Broman, Blademo |
| 17 mai 1995 20h00 | (13 – 17) |         |          | Kaplakriki, Hafnarfjörður Affluence : 100 Arbitrage : Broman, Blademo |

| 17 mai 1995 20h00 | Islande   | 23 – 28 | Biélorussie | Laugardalshöll, Reykjavik Affluence : 1 500 Arbitrage : Thomas, Thomas |
| 17 mai 1995 20h00 | (15 – 15) |         |             | Laugardalshöll, Reykjavik Affluence : 1 500 Arbitrage : Thomas, Thomas |

#### Demi-finales de classement
| 19 mai 1995 13h00 | Biélorussie        | 35 – 34 (ap) | Espagne | Kaplakriki, Hafnarfjörður Affluence : 250 Arbitrage : Bülow, Lübker |
| 19 mai 1995 13h00 | (13 – 15, 30 – 30) |              |         | Kaplakriki, Hafnarfjörður Affluence : 250 Arbitrage : Bülow, Lübker |
| 19 mai 1995 13h00 | Prol. : 5 – 4      |              |         | Kaplakriki, Hafnarfjörður Affluence : 250 Arbitrage : Bülow, Lübker |

| 19 mai 1995 15h00 | Roumanie  | 34 – 29 | Corée du Sud | Kaplakriki, Hafnarfjörður Affluence : 280 Arbitrage : Masi, Di Piero |
| 19 mai 1995 15h00 | (15 – 14) |         |              | Kaplakriki, Hafnarfjörður Affluence : 280 Arbitrage : Masi, Di Piero |

#### Match pour la11eplace
| 20 mai 1995 15h00 | Espagne          | 27 – 22   | Corée du Sud       | Kaplakriki, Hafnarfjörður Arbitrage : Broman, Blademo |
| 20 mai 1995 15h00 | Juan Domínguez 6 | (17 – 12) | Yoon Kyung-shin 10 | Kaplakriki, Hafnarfjörður Arbitrage : Broman, Blademo |
| 20 mai 1995 15h00 | ×3               |           |                    | Kaplakriki, Hafnarfjörður Arbitrage : Broman, Blademo |

#### Match pour la9eplace
| 20 mai 1995 17h00 | Roumanie     | 32 – 35   | Biélorussie            | Kaplakriki, Hafnarfjörður Affluence : 87 Arbitrage : Garcia, Moreno |
| 20 mai 1995 17h00 | Ion Mocanu 7 | (17 – 16) | Andreï Parachcthenko 9 | Kaplakriki, Hafnarfjörður Affluence : 87 Arbitrage : Garcia, Moreno |
| 20 mai 1995 17h00 | ×1           |           | ×4                     | Kaplakriki, Hafnarfjörður Affluence : 87 Arbitrage : Garcia, Moreno |

### De la5eà la8eplace
Ces matchs de classement permettent notamment de déterminer les 3 dernières équipes qualifiées pour les Jeux olympiques 1996 :
|  | Demi-finales de classement | Demi-finales de classement |                        |    | Match pour la 5e place | Match pour la 5e place |
|  | Demi-finales de classement | Demi-finales de classement |                        |    | Match pour la 5e place | Match pour la 5e place |
|  |                            |                            |                        |    |                        |                        |
|  |                            |                            |                        |    |                        |                        |
|  |                            |                            |                        |    |                        |                        |
|  | Rép. tchèque               | 21                         |                        |    |                        |                        |
|  | Rép. tchèque               | 21                         |                        |    |                        |                        |
|  | Égypte                     | 25                         |                        |    |                        |                        |
|  | Égypte                     | 25                         | Égypte                 | 28 |                        |                        |
|  |                            |                            | Égypte                 | 28 |                        |                        |
|  |                            | Russie                     | 31ap                   |    |                        |                        |
|  | Suisse                     | Russie                     | 31ap                   | 23 |                        |                        |
|  | Suisse                     |                            |                        | 23 |                        |                        |
|  | Russie                     | 25                         |                        |    |                        |                        |
|  | Russie                     | 25                         | Match pour la 7e place |    |                        |                        |
|  |                            |                            |                        |    |                        |                        |
|  |                            |                            |                        |    |                        |                        |
|  |                            |                            |                        |    |                        |                        |
|  | Rép. tchèque               | 21                         |                        |    |                        |                        |
|  | Rép. tchèque               | 21                         |                        |    |                        |                        |
|  | Suisse                     | 23                         |                        |    |                        |                        |
|  | Suisse                     | 23                         |                        |    |                        |                        |

#### Demi-finales de classement
| 19 mai 1995 13h00 | Rép. tchèque | 21 – 25 | Égypte | Laugardalshöll, Reykjavik Affluence : 100 Arbitrage : Dancescu, Mateescu |
| 19 mai 1995 13h00 | (7 – 10)     |         |        | Laugardalshöll, Reykjavik Affluence : 100 Arbitrage : Dancescu, Mateescu |

| 19 mai 1995 15h00 | Suisse   | 23 – 25 | Russie | Laugardalshöll, Reykjavik Affluence : 300 Arbitrage : Brussel, van Dongen |
| 19 mai 1995 15h00 | (8 – 11) |         |        | Laugardalshöll, Reykjavik Affluence : 300 Arbitrage : Brussel, van Dongen |

#### Match pour la7eplace
| 20 mai 1995 17h00 | Rép. tchèque    | 21 – 23  | Suisse              | Laugardalshöll, Reykjavik Affluence : 1 500 Arbitrage : Thomas, Thomas |
| 20 mai 1995 17h00 | Martin Šetlík 7 | (9 – 10) | Marc Baumgartner 11 | Laugardalshöll, Reykjavik Affluence : 1 500 Arbitrage : Thomas, Thomas |
| 20 mai 1995 17h00 | ×3              |          | ×4                  | Laugardalshöll, Reykjavik Affluence : 1 500 Arbitrage : Thomas, Thomas |

#### Match pour la5eplace
| 20 mai 1995 17h00 | Égypte           | 28 – 31 (ap)       | Russie             | Laugardalshöll, Reykjavik Affluence : 1 100 Arbitrage : Arnaldsson, Erlingsson |
| 20 mai 1995 17h00 | Ashraf Mabrouk 6 | (13 – 13, 24 – 24) | Dimitri Filippov 9 | Laugardalshöll, Reykjavik Affluence : 1 100 Arbitrage : Arnaldsson, Erlingsson |
| 20 mai 1995 17h00 | Prol. : 4 – 7    |                    |                    | Laugardalshöll, Reykjavik Affluence : 1 100 Arbitrage : Arnaldsson, Erlingsson |
| 20 mai 1995 17h00 | ×4               |                    | ×2                 | Laugardalshöll, Reykjavik Affluence : 1 100 Arbitrage : Arnaldsson, Erlingsson |

## Classement final
Le classement final est :
| Rang                      | Équipe       | J | G | N | P | Bp  | Bc  | Diff | Commentaire                                        |
| ------------------------- | ------------ | - | - | - | - | --- | --- | ---- | -------------------------------------------------- |
| Médaille d'or, monde      | France       | 9 | 7 | 0 | 2 | 218 | 185 | +33  | Qualifiée pour les JO 1996 et pour le Mondial 1997 |
| Médaille d'argent, monde  | Croatie      | 9 | 6 | 1 | 2 | 242 | 208 | +34  | Qualifiée pour les Jeux olympiques 1996            |
| Médaille de bronze, monde | Suède        | 9 | 8 | 0 | 1 | 251 | 201 | +50  | Qualifiée pour les Jeux olympiques 1996            |
| 04                        | Allemagne    | 9 | 7 | 0 | 2 | 221 | 184 | +37  | Qualifiée pour les Jeux olympiques 1996            |
|                           |              |   |   |   |   |     |     |      |                                                    |
| 05                        | Russie       | 9 | 7 | 0 | 2 | 210 | 179 | +31  | Qualifiée pour les Jeux olympiques 1996            |
| 06                        | Égypte       | 9 | 5 | 0 | 4 | 211 | 214 | - 3  | Qualifiée pour les Jeux olympiques 1996            |
| 07                        | Suisse       | 9 | 7 | 0 | 2 | 224 | 203 | +21  | Qualifiée pour les Jeux olympiques 1996            |
| 08                        | Rép. tchèque | 9 | 5 | 0 | 4 | 206 | 205 | + 1  | -                                                  |
|                           |              |   |   |   |   |     |     |      |                                                    |
| 09                        | Biélorussie  | 9 | 5 | 0 | 4 | 278 | 247 | +31  | -                                                  |
| 10                        | Roumanie     | 9 | 5 | 0 | 4 | 246 | 241 | + 5  | -                                                  |
| 11                        | Espagne      | 9 | 6 | 0 | 3 | 236 | 213 | +23  | -                                                  |
| 12                        | Corée du Sud | 9 | 5 | 0 | 4 | 249 | 220 | +29  | -                                                  |
| 13                        | Cuba         | 7 | 2 | 0 | 5 | 191 | 191 | 0    | -                                                  |
| 14                        | Islande      | 7 | 3 | 0 | 4 | 154 | 160 | - 6  | -                                                  |
| 15                        | Tunisie      | 7 | 2 | 1 | 4 | 160 | 183 | -23  | -                                                  |
| 16                        | Algérie      | 7 | 2 | 0 | 5 | 146 | 174 | -28  | -                                                  |
|                           |              |   |   |   |   |     |     |      |                                                    |
| 17                        | Hongrie      | 5 | 1 | 0 | 4 | 119 | 121 | - 2  | -                                                  |
| 18                        | Slovénie     | 5 | 1 | 0 | 4 | 131 | 126 | + 5  | -                                                  |
| 19                        | Danemark     | 5 | 2 | 0 | 3 | 126 | 117 | + 9  | -                                                  |
| 20                        | Koweït       | 5 | 1 | 0 | 4 | 85  | 131 | -46  | -                                                  |
| 21                        | États-Unis   | 5 | 0 | 0 | 5 | 82  | 135 | -53  | -                                                  |
| 22                        | Maroc        | 5 | 0 | 0 | 5 | 93  | 149 | -56  | -                                                  |
| 23                        | Japon        | 5 | 0 | 0 | 5 | 101 | 149 | -48  | -                                                  |
| 24                        | Brésil       | 5 | 0 | 0 | 5 | 96  | 140 | -44  | -                                                  |

## Statistiques et récompenses
| Thiel Hajas Sveinsson Smajlagić Dujshebaev Richardson Yoon Meilleur joueur : Jackson Richardson Meilleur buteur : Yoon Kyung-shin               |
| Équipe-type du championnat du monde 1995 |
| · Thiel · Hajas · Sveinsson · Smajlagić · Dujshebaev · Richardson · Yoon Meilleur joueur : Jackson Richardson Meilleur buteur : Yoon Kyung-shin |

### Équipe-type
L'équipe-type du championnat du monde est :
- Meilleur joueur : Jackson Richardson,  France[21],[22]
- Équipe du mondial[23],[24] :
  - Gardien de but : Andreas Thiel,  Allemagne
  - Ailier gauche : Erik Hajas,  Suède
  - Arrière gauche : Talant Dujshebaev,  Espagne
  - Demi-centre : Jackson Richardson,  France
  - Pivot : Geir Sveinsson,  Islande
  - Arrière droit : Yoon Kyung-shin,  Corée du Sud
  - Ailier droit : Irfan Smajlagić,  Croatie

### Statistiques collectives
- Meilleure attaque :  Biélorussie (30,9 buts par match)
- Moins bonne attaque :  États-Unis (16,4 buts par match)
- Meilleure défense :  Russie (19,9 buts par match)
- Moins bonne défense :  Japon et  Maroc (29,8 buts per match)

### Statistiques individuelles
| Rang | Joueur                    | Sélection    | Total | Total | Total  | Jets de 7m | Jets de 7m | Jets de 7m | Champs | Champs | Champs | Matchs | Moy. |
| Rang | Joueur                    | Sélection    | Buts  | Tirs  | %      | Buts       | Tirs       | %          | Buts   | Tirs   | %      | Matchs | Moy. |
| ---- | ------------------------- | ------------ | ----- | ----- | ------ | ---------- | ---------- | ---------- | ------ | ------ | ------ | ------ | ---- |
| 1    | Yoon Kyung-shin           | Corée du Sud | 86    | 156   | 55,1 % | 16         | 18         | 88,9 %     | 70     | 138    | 50,7 % | 9      | 9,6  |
| 2    | Dimitri Filippov          | Russie       | 69    | 90    | 76,7 % | 39         | 48         | 81,3 %     | 30     | 42     | 71,4 % | 9      | 7,7  |
| 3    | Mikhaïl Iakimovitch       | Biélorussie  | 57    | 97    | 58,8 % | 17         | 20         | 85,0 %     | 40     | 77     | 51,9 % | 9      | 6,3  |
| 4    | Marc Baumgartner          | Suisse       | 57    | 108   | 52,8 % | 16         | 22         | 72,7 %     | 41     | 86     | 47,7 % | 9      | 6,3  |
| 5    | Erik Hajas                | Suède        | 55    | 81    | 67,9 % | 1          | 1          | 100 %      | 54     | 80     | 67,5 % | 9      | 6,1  |
| 6    | Carlos Pérez              | Cuba         | 49    | 106   | 46,2 % | 8          | 14         | 57,1 %     | 41     | 92     | 44,6 % | 7      | 7    |
| 7    | Stéphane Stoecklin        | France       | 48    | 86    | 55,8 % | 14         | 21         | 66,7 %     | 34     | 65     | 52,3 % | 9      | 5,3  |
| 8    | Irfan Smajlagić           | Croatie      | 47    | 68    | 69,1 % | -          | -          | -          | 47     | 68     | 69,1 % | 9      | 5,2  |
| 9    | Sameh Abdel-Warès         | Égypte       | 46    | 90    | 51,1 % | 8          | 11         | 72,7 %     | 38     | 79     | 48,1 % | 9      | 5,1  |
| 10   | Andreï Parachtchenko (de) | Biélorussie  | 45    | 72    | 62,5 % | -          | -          | -          | 45     | 72     | 62,5 % | 9      | 5    |
| 11   | Fredy Suarez Herrera      | Cuba         | 44    | 68    | 64,7 % | 13         | 24         | 54,2 %     | 31     | 44     | 70,5 % | 7      | 6,3  |
| 12   | Martin Šetlík (de)        | Rép. tchèque | 44    | 73    | 60,3 % | 1          | 3          | 33,3 %     | 43     | 70     | 61,4 % | 9      | 4,9  |
| 13   | B.A.M. Hamdy              | Égypte       | 43    | 70    | 61,4 % | 6          | 9          | 66,7 %     | 37     | 61     | 60,7 % | 8      | 5,4  |
| 14   | Guéric Kervadec           | France       | 42    | 54    | 77,8 % | -          | -          | -          | 42     | 54     | 77,8 % | 9      | 4,7  |
| 15   | Guennadi Chalepo (de)     | Biélorussie  | 42    | 71    | 59,2 % | 0          | 2          | 0 %        | 42     | 69     | 60,9 % | 9      | 4,7  |

 Membre de l'équipe-type.
| Rang | Joueur                    | Sélection   | Passes |
| ---- | ------------------------- | ----------- | ------ |
| 1    | Talant Dujshebaev         | Espagne     | 61     |
| 2    | Andreï Parachtchenko (de) | Biélorussie | 59     |
| 3    | Marc Baumgartner          | Suisse      | 54     |
| 4    | Denis Lathoud             | France      | 53     |
| 5    | Ahmed Belal (en)          | Égypte      | 51     |

| Rang | Nom                        | Sélection    | Suspension |
| ---- | -------------------------- | ------------ | ---------- |
| 1    | Andrej Klimovets           | Biélorussie  | 10         |
| 1    | Rudi Prisăcaru             | Roumanie     | 10         |
| 1    | Martin Šetlík (de)         | Rép. tchèque | 10         |
| 4    | Patrekur Jóhannesson (en)  | Suède        | 9          |
| 4    | Alvaro Načinović           | Croatie      | 9          |
| 4    | Guennadi Chalepo (de)      | Biélorussie  | 9          |
| 4    | José Ignacio Ordoñez Mañas | Espagne      | 9          |

| Rang | Joueur                 | Sélection    | Arrêts |
| ---- | ---------------------- | ------------ | ------ |
| 1    | Tomas Svensson         | Suède        | 47 %   |
| 2    | Valter Matošević       | Croatie      | 44 %   |
| 3    | Andreas Thiel          | Allemagne    | 42 %   |
| 4    | Vladimir Rivero        | Cuba         | 41 %   |
|      | Andreï Lavrov          | Russie       | 41 %   |
|      | David Barrufet         | Espagne      | 41 %   |
|      | Jan Holpert (de)       | Allemagne    | 41 %   |
| 8    | Lee Suik-houng (en)    | Corée du Sud | 40 %   |
|      | Miloš Slabý            | Rép. tchèque | 40 %   |
| 10   | Guðmundur Hrafnkelsson | Islande      | 39 %   |

| Rang | Joueur              | Sélection    | Arrêts | 7m |
| ---- | ------------------- | ------------ | ------ | -- |
| 1    | Vladimir Rivero     | Cuba         | 129    | 6  |
| 2    | Lee Suik-houng (en) | Corée du Sud | 126    | 2  |
| 3    | Valter Matošević    | Croatie      | 107    | 6  |
| 4    | Tomas Svensson      | Suède        | 100    | 2  |
| 5    | Rolf Dobler         | Suisse       | 98     | 7  |

## Effectifs des équipes sur le podium
Les effectifs des équipes sur le podium sont :

### Champion du mondeFrance
- Grégory Anquetil
- Patrick Cazal
- Yohann Delattre
- Philippe Gardent
- Christian Gaudin
- Guéric Kervadec
- Denis Lathoud
- Pascal Mahé
- Bruno Martini
- Gaël Monthurel
- Laurent Munier
- Thierry Perreux
- Éric Quintin
- Jackson Richardson
- Stéphane Stoecklin
- Frédéric Volle

Sélectionneur :
- Daniel Costantini

### Vice-champion du monde:Croatie
- Zvonimir Bilić
- Patrik Ćavar
- Tomislav Farkaš
- Slavko Goluža
- Boris Jarak
- Božidar Jović
- Venio Losert
- Valter Matošević
- Alvaro Načinović
- Goran Perkovac
- Iztok Puc
- Zlatko Saračević
- Mirza Šarić
- Irfan Smajlagić
- Vlado Šola
- Ratko Tomljanović

Sélectionneur :
- Zdravko Zovko

### Troisième placeSuède
- Magnus Andersson
- Robert Andersson
- Per Carlén
- Martin Frändesjö
- Peter Gentzel
- Erik Hajas
- Robert Hedin
- Ola Lindgren
- Stefan Lövgren
- Mats Olsson
- Staffan Olsson
- Johan Petersson
- Tomas Sivertsson
- Tomas Svensson
- Pierre Thorsson
- Magnus Wislander

Sélectionneur :
- Bengt Johansson